# Thapsinillas
Thapsinillas és un gèneres d'ocells obsolet, anteriorment classificat a la família dels picnonòtids (Pycnonotidae).

## Taxonomia
Segons l'anterior classificació del Congrés Ornitològic Internacional (versió 2.6, 2010), aquest gènere conternia tres espècies:
- Thapsinillas affinis
- Thapsinillas longirostris.
- Thapsinillas mysticalis.

El Congrés Ornitològic Internacional en la seva llista mundial d'ocells (versió 10.2, juliol 2020) va transferir les espècies anteriorment assignades a Thapsinillas es van traslladar al gènere Hypsipetes després que l'anàlisi filogenètica molecular trobés l'espècie affinis incrustat al clade Hypsipetes.